# Pluskocin (województwo zachodniopomorskie)
Pluskocin (niem. Freudenberg) – osada leśna w Polsce położone w województwie zachodniopomorskim, w powiecie choszczeńskim, w gminie Krzęcin. W latach 1975–1998 miejscowość administracyjnie należała do województwa gorzowskiego. W roku 2007 liczyła 21 mieszkańców. Miejscowość wchodzi w skład sołectwa Chłopowo. Najbardziej na południe położona miejscowość gminy.

## Geografia
Osada znajduje się ok. 5,5 km na południowy zachód od Chłopowa.